# Vad hände med Baby Jane?
Vad hände med Baby Jane? (originaltitel: What Ever Happened to Baby Jane) är en amerikansk thrillerfilm från 1962, i regi av Robert Aldrich. Manuset är baserat på en roman av Henry Farell. Huvudrollerna spelas av Bette Davis och Joan Crawford, som en mentalt skadad före detta barnstjärna respektive dennas syster.
Filmen blev en av 1962 års mest framgångsrika filmer. Den belönades med en Oscar för bästa kostym och nominerades i ytterligare fyra kategorier.
År 2021 valdes filmen ut för att bevaras i National Film Registry av USA:s kongressbibliotek då den anses vara ”kulturellt, historiskt eller estetiskt betydelsefull”.

## Handling
I filmens inledning möter vi den unga barnstjärnan Baby Jane Hudson (Bette Davis). År 1917 sjunger hon och dansar med sin far på scenen till publikens jubel. I kulisserna tittar hennes syster Blanche (Joan Crawford) och deras mor på. Vi förstår att Blanche är avundsjuk på att systern får all uppmärksamhet. Nästa scen utspelar sig 1935 i Hollywood; Baby Jane är nu vuxen och i en biosalong diskuterar en filmproducent och en regissör hennes insatser i en film de tittar på. Av deras samtal framgår att Baby Jane inte är någon vidare skådespelare, medan systern Blanche anses mycket bättre. I den följande scenen ser vi en ung kvinna bakom ratten i en bil; vi kan dock ej se ansiktet. Bilen står still och plötsligt gasar kvinnan, lägger i en växel och ett skrik hörs. Någon är skadad.
Filmen fortsätter in i nutid. Systrarna har blivit äldre; Baby Jane har en del alkoholproblem och har åldrats i förtid. Pengar skaffar hon genom att förfalska systerns namnteckning på checkar. Systern Blanche är rullstolsburen och är beroende av systern för att klara sig. Blanche vill ha in systern på någon klinik och planerar att sälja deras hus. Men Baby Jane får reda på planerna och ser till att Blanche inte kan kontakta någon utomstående; Jane börjar dessutom svälta henne. Jane tar kontakt med en ackompanjatör, Edwin Flagg, för att planera sin (osannolika) återkomst till scenen. Edwin blir Blanches enda möjlighet att bli fri från sitt fängelse. Till slut tvingas Baby Jane fly med systern, jagad av polisen.

## Rollista i urval
- Bette Davis - Jane Hudson
- Joan Crawford - Blanche Hudson
- Victor Buono - Edwin Flag, kompositör
- Maidie Norman - Elivra Stitt, hushållerska
- Anna Lee - Mrs. Bates, granne
- B. D. Merrill - Liza Bates
- Marjorie Bennett - Dehlia Flagg
- Dave Willock - Ray Hudson
- Julie Allred - Jane som ung
- Gina Gillespie - Blanche som ung

## Citat
- "You aren't ever gonna sell this house, Blanche, and you aren't ever gonna leave it.. Either! (Baby Jane till Blanche)
- "De där gamla avdankade käringarna är inte värde ett öre" - Jack Warner till Robert Aldrich innan filminspelningen startade.
- "Först ringde den ena, och sedan den andra. Varenda kväll. De var som två Shermantanks, de visade öppet hur mycket de avskydde varandra" (Robert Aldrich om Bette Davis och Joan Crawford), ur Premiere av Shaun Considine, 1989.